# مسعود دوم
غیاث‌الدین مسعود بن کیکاوس با عنوان مَسعود دوم؛ پسر کیکاوس دوم و از سلاطین سلجوقی روم و نیای مادری عثمان یکم بنیان‌گذار امپراتوری عثمانی بود. وی همچنین پیش از این‌که به فرمانروایی برسد از فرماندهان لشکر سلجوقیان بود